# Tachina invelata
Tachina invelata là một loài ruồi trong họ Tachinidae.